# ライヴ・アット・カフェ・モンマルトル1966・ヴォリューム・スリー (アルバム)
| 専門評論家によるレビュー | 専門評論家によるレビュー |
| レビュー・スコア         | レビュー・スコア         |
| 出典                     | 評価                     |
| ------------------------ | ------------------------ |
| Allmusic                 | [ 1 ]                    |

『ライヴ・アット・カフェ・モンマルトル1966・ヴォリューム・スリー』(Live at Cafe Montmartre Volume Three) はドン・チェリーのライヴ・アルバムである。1966年のカフェ・モンマルトル公演の模様を収録し、2009年にESPディスク・レーベルからリリースされた。

## 収録曲
1. "Complete Communion" - 26:11
2. "Remembrance" - 24:46

## パーソネル
- Don Cherry (cor)
- Gato Barbieri (ts)
- Karl Berger (vib)
- Bo Stief (b)
- Aldo Romano (ds)